# Graben-A Kamske
Der Graben-A Kamske (meist nur kurz und bis 1938 Kamske), niedersorbisch Kamska, ist ein Fließ im Spreewald im Süden des Landes Brandenburg. Der Abschnitt zwischen dem Abzweig des Barbaragrabens und der Mündung in die Spree trug auf alten Karten auch den Namen Hanschen’s Spree.

## Etymologie
Der Name Kamske leitet sich vom sorbischen Wort kamjeń („Stein“) ab und beschreibt einen steinigen Bachlauf. Im Jahr 1938 wurde der Fließ von den Nationalsozialisten im Zuge der Germanisierung sorbischer Flurnamen in „Graben-A“ umbenannt, heute heißt er offiziell „Graben-A Kamske“, wird aber meistens, unter anderem auf Hinweisschildern, als Kamske bezeichnet.

## Verlauf
Der Graben-A Kamske, im Folgenden nur als Kamske bezeichnet, zweigt etwa zwei Kilometer nördlich von Stradow vom Stradower Grenzgraben ab und fließt zunächst in Richtung Westen, wo sie vom Göritzer Fließ und nach weiteren zwei Kilometern vom Seeser Fließ gespeist wird. Im weiteren Verlauf mündet die Kahnsdorfer Kahnfahrt in die Kamske. Die Kamske verläuft von dort an weitestgehend parallel zum Südumfluter.
Nach etwa anderthalb Kilometern trifft die Kamske auf die Dobra (), die nur kurz darauf in den Südumfluter mündet. Auf dem weiteren Verlauf wird sie von mehreren kleineren Wassergräben gespeist und passiert schließlich die Stadt Lübbenau. Dort passiert sie zunächst die Poststraße, bevor nach knapp 50 Metern einen Knick nach Westen macht. Dort zweigt der Kleine Stadtgraben von der Kamske ab. Nach weiteren 50 Metern knickt die Kamske wieder nach Norden.
Nach weiteren 360 Metern passiert die Kamske zunächst die Straße Stottoff und kurz darauf die Karl-Marx-Straße. Etwa 200 Meter später trifft sie auf den Stadtgraben trifft. Dort befindet sich der Kamske Kahnhafen. Im weiteren Verlauf der Kamske zweigen zunächst kleinere Stichfließe von der Kamske ab, bevor zunächst der Kreuzgraben und etwa 200 Meter weiter der Barbaragraben von der Kamske abzweigen. Nach einer Gesamtlänge von etwa 19,4 Kilometern mündet die Kamske etwa zwei Kilometer nordwestlich des Stadtzentrums von Lübbenau schließlich in die Spree.

## Umweltbelastung
Der ursprüngliche Wasserhaushalt der Kamske wurde durch den Braunkohlebergbau in der Lausitz gestört. Bekannt wurde das Fließ, da die Verockerung bzw. die Eisenhydroxid-Belastung aufgrund des durch die Braunkohletagebaue in die Spree geleitete Wassers in der Umgebung besonders hoch ist.